# Trpísty
Trpísty (německy Trpist, česky původně Drprsty) jsou obec v okrese Tachov v Plzeňském kraji. Leží devět kilometrů severovýchodně od Stříbra. Obec sestává ze dvou částí – Sviňomazy a Trpísty o celkové rozloze 9,67 km². Žije zde 271 obyvatel.

## Historie a názvy
První písemná zmínka o obci pochází z roku 1251, kdy se připomíná Rapota z Drperst se syny Valíkem a Hoškem. Kromě původního názvu, etymologicky odvozeného z výrazu dřít prsty, se obec německy lidově nazývala Dirbiast nebo Derbiast.
K roku 2001 měla obec 208 obyvatel (místní část Trpísty 182 obyvatel; pro srovnání v roce 1930 to bylo 74 domů se 333 obyvateli německé a 27 české národnosti).

## Obyvatelstvo
| Rok            | 1869 | 1880 | 1890 | 1900 | 1910 | 1921 | 1930 | 1950 | 1961 | 1970 | 1980 | 1991 | 2001 | 2011 | 2021 |
| -------------- | ---- | ---- | ---- | ---- | ---- | ---- | ---- | ---- | ---- | ---- | ---- | ---- | ---- | ---- | ---- |
| Počet obyvatel | 518  | 500  | 516  | 533  | 597  | 589  | 541  | 352  | 430  | 361  | 349  | 234  | 218  | 224  | 232  |
| Počet domů     | 90   | 90   | 94   | 111  | 109  | 107  | 110  | 100  | 73   | 75   | 72   | 76   | 76   | 90   | 100  |

## Obecní správa
Mezi lety 1850–1980 byly Trpísty obcí v okrese Stříbro (1850–1950) a později v okrese Tachov. Od 1. července 1980 do 23. listopadu 1990 patřily jako část obce ke Erpužicím a od 24. listopadu 1990 jsou opět samostatnou obcí.

### Obecní symboly
Znak a vlajka byly obci uděleny rozhodnutím předsedy Poslanecké sněmovny Parlamentu České republiky dne 18. března 2003.

## Pamětihodnosti
Dominantou obce je pozdně barokní zámek z 18. století, který svou dochovaností v původním prostředí patří k nejlepším příkladům šlechtického sídla své doby v Čechách. Na návsi se ještě nachází zrekonstruovaná kaplička a napravo při silnici na Erpužice smírčí kříž na samém okraji obce.

### Zámek Trpísty
Zámek Trpísty byl vystavěn roku 1729 pro Prospera Antona Josefa Sinzendorfa na místě zbořené renesanční tvrze. Za autora projektu je považován plzeňský architekt Jakub Auguston. Zámek je obdélná jednopatrová stavba s páry oválných sálů nad sebou ve střední části. Tyto sály výrazně vystupují ze vstupního i zahradního průčelí zámku. Klenbu přijímacího sálu v prvním patře pokrývá freska Oslava rodu Sinzendorfů od Václava Samuela Schmidta z Plané z roku 1743), v postranních síních jsou ve štukových zrcadlech další nástropní malby téhož umělce. I fresku Hostina Alexandra Velikého na klenbě saly terreny provedl Schmidt v roce 1744.

### Zámecká zahrada
Rozlehlá zámecká zahrada v anglickém stylu pozdního 19. století obsahuje bohatou sbírku vzácných stromů, včetně samičího stromu jinanu dvoulaločného z 19. století.

## Galerie

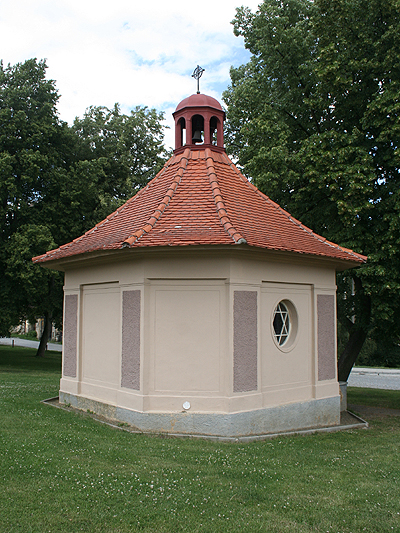
Kaple v Trpístech
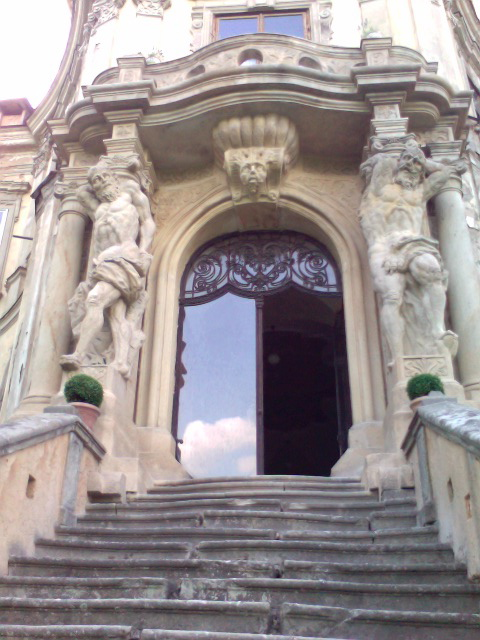
Zahradní portál zámku Trpísty
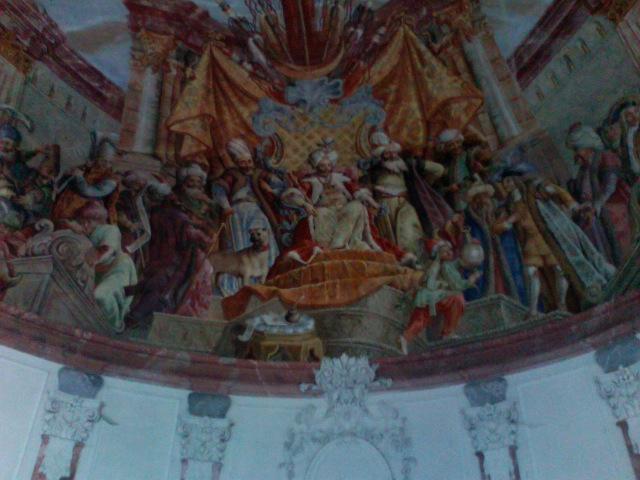
Fresco na zámku Trpísty